# Joan G. Robinson
Joan Gale Robinson (Gerrards Cross, 10 februari 1910 – King's Lynn, 20 augustus 1988) was een Brits illustrator en schrijfster van jeugdboeken en -verhalen.

## Biografie
Joan Mary Gale Robinson werd geboren in 1910 als tweede van vier kinderen en volgde een opleiding als illustrator. Vanaf 1939 begon ze eigen kinderverhalen te schrijven en te illustreren. Ze werkte nauw samen met haar echtgenoot en publiceerde een dertigtal jeugdboeken voor drie verschillende leeftijdsgroepen nadat ze de verhalen eerst uitgetest had op haar familie. De eerste verhalen over de teddybeer Teddy Robinson schreef ze in 1953 en zijn gebaseerd op de echte teddybeer van haar dochter Deborah. Daarna volgde een reeks boeken over Mary-Mary. Haar boek When Marnie Was There kwam in 1967 op de shortlist voor de Carnegie Medal en werd in 2014 als anime-film uitgebracht door de Japanse Studio Ghibli.
Haar boeken werden in Nederland uitgebracht in een vertaling van Toos Blom.